# 득 (불교)
득(得, 산스크리트어: prāpti, prāpta)은 다음의 분류, 그룹 또는 체계의 한 요소이다.
- 부파불교의 설일체유부의 5위 75법의 법체계에서 4번째 위(位: 그룹)인 불상응행법(不相應行法: 14가지) 가운데 하나이다.[3][4][5][6]
- 부파불교의 설일체유부의 논서 《아비달마품류족론》에서는 득(得) 외에도 의득(依得) · 사득(事得) · 처득(處得)의 별도의 3가지 법이 불상응행법에 속한 것으로 설정하고 있다.[3][4]
- 대승불교의 유식유가행파와 법상종의 5위 100법의 법체계에서 4번째 위(位: 그룹)인 심불상응행법(心不相應行法: 24가지) 가운데 하나이다.[7][8][9][10][11][12]

득(得)은 음역하여 발라발다(鉢羅鉢多)라고도 한다.
득(得)은 온갖 법을 유정의 상속상(相續相)에 획득하게 하고 획득한 것을 상실하지 않게 하는 원리이다. 달리 말하면, 득(得)은 상속차별성(相續差別性) 즉 상속차별(相續差別)의 성질[性]이다. 이것은 유위법[行]이 상속하는 중에 어떤 변화[轉變]나 역량[自在]이나 법(法)을 획득하고 성취함으로써 현재의 유위법이 과거의 유위법과 달라지는[差別] 것을 말한다.
득(得)에는 획득(獲得)과 성취(成就)의 두 가지가 있다. 획득(獲得, 산스크리트어: pratilambha) 또는 획(獲)은 아직 획득한 적이 없었던 것이나 혹은 일찍이 상실한 것을 지금 다시 획득하는 힘을 뜻한다. 성취(成就, 산스크리트어: samanvāgama, 팔리어: samannāgama)는 이미 획득[獲]한 것을 상실하지 않는 힘을 뜻한다.
부파불교의 설일체유부에서는 심불상응행법에 속한 다른 법들과 마찬가지로 득(得)을 개별적 실체 즉 실유(實有) 또는 실법(實法)이라고 본다. 반면, 대승불교의 유식유가행파와 법상종에서는 심불상응행법에 속한 다른 법들과 마찬가지로 득(得)을 유위법의 분위(分位: 국면, 양태, 단계, phase)에 바탕하여 설정된 가설적 존재 즉 가유(假有) 또는 가법(假法)이라고 본다. 예를 들어, 《대승아비달마집론》과 《대승아비달마잡집론》에서는 득(得)을 선과 불선의 증감(增減)의 분위차별이라 정의하고 있다. 이러한 점을 제외하고는 득(得)에 대한 정의는 서로 거의 일치하고 있다.
설일체유부의 논서 《아비달마품류족론》에서는 득(得)과 유사한 의득(依得) · 사득(事得) · 처득(處得)을 별도의 법으로 설정하고 있다. 이에 비해, 설일체유부의 논서로 《아비달마품류족론》 보다 후대의 논서인 《아비달마구사론》과 《아비달마순정리론》에서는 의득(依得) · 사득(事得) · 처득(處得)을 별도의 법으로 설정하고 있지 않으며, 득(得)만을 설정하고 있다. 하지만, 이 두 논서는 득(得)의 반대인 비득(非得)을 별도의 법으로 설정하고 있는데, 《아비달마품류족론》에서는 비득(非得)을 별도의 법으로 설정하고 있지 않다. 대승불교의 논서 《유가사지론》, 《현양성교론》, 《대승백법명문론》 등에서는 득(得)만을 설정하고 있으며 의득(依得) · 사득(事得) · 처득(處得)과 비득(非得) 모두를 별도의 법으로 설정하고 있지 않다.

## 부파불교

### 아비달마품류족론

#### 득
득(得)은 갖가지 법[諸法]을 획득하고 성취하는 것[得]을 말한다.

#### 의득
의득(依得)은 소의처(所依處)를 득(得: 획득과 성취)하는 것[得所依處]을 말한다. 즉 의지처가 되는 어떤 법을 얻는 것을 말하는데, 예를 들어, 6식(六識)이 6근(六根)을 의지하여 6경(六境)을 인식하기 때문에 6근이 6식의 소의처 또는 줄임말로 소의가 된다고 말한다.

#### 사득
사득(事得)은 갖가지 온(蘊)을 득(得: 획득과 성취)하는 것[得諸蘊]을 말한다.

#### 처득
처득(處得)은 내처(內處: 6내처)와 외처(外處: 6외처)를 득(得: 획득과 성취)하는 것[得內外處]을 말한다.
한편, 대승불교의 유식유가행파의 논서인 《유가사지론》 제84권에서는 수태 후 태어나기까지의 과정과 관련하여 처득(處得)을 말하고 있는데, 여기에서는 처득을 명색(名色)이 증장하여 6처(六處)가 원만해지는 것이라고 말하고 있다.

## 참고 문헌
- 곽철환 (2003). 《시공 불교사전》. 시공사 / 네이버 지식백과. |title=에 외부 링크가 있음 (도움말)
- 권오민 (1991). 《경량부철학의 비판적 체계 연구》. 동국대학원 철학박사 학위논문.
- 무착 지음, 현장 한역 (K.571, T.1602). 《현양성교론》. 한글대장경 검색시스템 - 전자불전연구소 / 동국역경원. K.571(16-1), T.1602(31-480). |title=에 외부 링크가 있음 (도움말)
- 미륵 지음, 현장 한역, 강명희 번역 (K.614, T.1579). 《유가사지론》. 한글대장경 검색시스템 - 전자불전연구소 / 동국역경원. K.570(15-465), T.1579(30-279). |title=에 외부 링크가 있음 (도움말)
- 세우 지음, 현장 한역, 송성수 번역 (K.949, T.1542). 《아비달마품류족론》. 한글대장경 검색시스템 - 전자불전연구소 / 동국역경원. K.949(25-149), T.1542(26-692). |title=에 외부 링크가 있음 (도움말)
- 세친 지음, 현장 한역, 권오민 번역 (K.955, T.1558). 《아비달마구사론》. 한글대장경 검색시스템 - 전자불전연구소 / 동국역경원. K.955(27-453), T.1558(29-1). |title=에 외부 링크가 있음 (도움말)
- 세친 지음, 현장 한역, 송성수 번역 (K.618, T.1612). 《대승오온론》. 한글대장경 검색시스템 - 전자불전연구소 / 동국역경원. K.618(17-637), T.1612(31-848). |title=에 외부 링크가 있음 (도움말)
- 세친 지음, 현장 한역, 송성수 번역 (K.644, T.1614). 《대승백법명문론》. 한글대장경 검색시스템 - 전자불전연구소 / 동국역경원. K.644(17-808), T.1614(31-855). |title=에 외부 링크가 있음 (도움말)
- 운허.  동국역경원 편집, 편집. 《불교 사전》. |title=에 외부 링크가 있음 (도움말)
- (중국어) 무착 조, 현장 한역 (T.1602). 《현양성교론(顯揚聖敎論)》. 대정신수대장경. T31, No. 1602, CBETA. |title=에 외부 링크가 있음 (도움말)
- (중국어) 미륵 조, 현장 한역 (T.1579). 《유가사지론(瑜伽師地論)》. 대정신수대장경. T30, No. 1579. CBETA. |title=에 외부 링크가 있음 (도움말)
- (중국어) 星雲. 《佛光大辭典(불광대사전)》 3판. |title=에 외부 링크가 있음 (도움말)
- (중국어) 세우 조, 현장 한역 (T.1542). 《아비달마품류족론(阿毘達磨品類足論)》. 대정신수대장경. T26, No. 1542, CBETA. |title=에 외부 링크가 있음 (도움말)
- (중국어) 세친 조, 현장 한역 (T.1558). 《아비달마구사론(阿毘達磨俱舍論)》. 대정신수대장경. T29, No. 1558, CBETA. |title=에 외부 링크가 있음 (도움말)
- (중국어) 세친 조, 현장 한역 (T.1612). 《대승오온론(大乘五蘊論)》. 대정신수대장경. T31, No. 1612, CBETA. |title=에 외부 링크가 있음 (도움말)
- (중국어) 세친 조, 현장 한역 (T.1614). 《대승백법명문론(大乘百法明門論)》. 대정신수대장경. T31, No. 1614, CBETA. |title=에 외부 링크가 있음 (도움말)